# The Downfall of Us All
The Downfall of Us All è un singolo del gruppo musicale statunitense A Day to Remember, il secondo estratto da Homesick, pubblicato il 6 marzo 2009.

## La canzone
Il testo della canzone parla della pressione che si ha quando si scrive una nuova canzone per l'apprensione che questa possa rendere soddisfatte le persone che l'ascolteranno.
Il produttore di Homesick, Chad Gilbert, ha commentato così il brano:
Nel 2014, a distanza di 5 anni dalla sua pubblicazione ufficiale, il singolo è stato certificato disco d'oro dalla RIAA per le oltre 500 000 copie vendute.

## Utilizzo in altri media
Il brano è stato reso disponibile per il download digitale nei videogiochi Rock Band e Rock Band 2, entrambi di MTV Games. Nel gennaio 2011 è stato pubblicato anche in un DLC per Guitar Hero: Warriors of Rock, della Neversoft.

## Video musicale
Il video del brano, diretto da Scott Hansen, è stato girato a Ocala, in Florida, città d'origine della band.
Nel video, i membri della band attaccano dei volantini che annunciano il loro concerto che si terrà la sera stessa, mentre due poliziotti tentano di impedirglielo. Alla fine, inseguendo Jeremy McKinnon, i due arrivano al concerto, che cercano di interrompere. Alcune persone del pubblico, però, gli prendono e li legano con del nastro adesivo a delle scale fuori dallo Skate Park nel quale si tiene lo spettacolo, in modo da permettere agli A Day to Remember di continuare a suonare.

## Tracce
Testi di Jeremy McKinnon, musiche degli A Day to Remember.
1. The Downfall of Us All – 3:29

## Formazione
- Jeremy McKinnon – voce
- Tom Denney – chitarra solista, voce secondaria
- Neil Westfall – chitarra ritmica
- Joshua Woodard – basso
- Alex Shelnutt – batteria, percussioni